# Falcon Crest
Falcon Crest er en amerikansk sæbeopera, som blev vist i USA fra 1981 til 1990. Idéen til serien var oprindeligt, at den skulle ligne The Waltons (Earl Hamner, Jr. skabte begge serierne), men CBS ønskede en melodrama som Dallas. Serien kunne ses af danskere, der kunne se den svenske tv-kanal SVT 1 fra 1982 til 1991. Alle afsnit var efterfølgende blevet vist på TV 2 Charlie i perioden 2004-09.

## Seriens plot og personer
Sæbeoperaen handler om en familie, der kæmper om magten over en vingård, Tuscany Valley, i det nordlige Californien. Hovedrollerne omfatter Angela Channing (Jane Wyman), som vil gøre alt for at beholde sin magt; Chase Gioberti (Robert Foxworth), Angelas nevø, som har arvet en del af området; hans kone Maggie (Susan Sullivan), en journalist; Richard Channing (David Selby), redaktør for en avis og den uægte søn af Angelas afdøde mand; Lance Cumson (Lorenzo Lamas), der kun er interesseret i kvinder og penge, påvirket af Angela (hans bedstemor); og hans kone Melissa (Ana Alicia), der er skurken i serien; hun ønsker at overtage Angelas vingård. 
Støtterollerne omfatter Julia (Abby Dalton), Angelas ældste datter (og mor til Lance), der fremstiller vin på vingården; Emma (Margaret Ladd), Angelas yngste datter, der er følelsesmæssigt ustabile efter hun dræbte sin onkel tilfældigvis i det første afsnit; Cole (William R. Moses) og Vicki (Jamie Rose, senere Dana Sparks), Chase og Maggies børn; og Chao-Li (Chao-Li Chi), Angelas meget loyale kinesiske butler og chauffør.

## DVD-udgivelser
De første to sæsoner er kommet på dvd i Danmark (i juni 2009 og januar 2010).